# Montasola
Montasola là một đô thị ở tỉnh Rieti trong vùng Latium, có khoảng cách khoảng 60 km về phía đông bắc của Roma và cách khoảng 15 km về phía tây của Rieti. Tại thời điểm ngày 31 tháng 12 năm 2004, đô thị này có dân số 379 người và diện tích là 12,6 km².
Montasola giáp các đô thị: Casperia, Contigliano, Cottanello, Torri in Sabina, Vacone.